# Periskop
Et periskop er et instrument for observation fra en skjult position. Periskop (af græsk peri, omkring, og skopein, se), kikkert med langt rør, prismer og optiske linser, beregnet til brug i lodret stilling, for eksempel i ubåde og skyttegrave. De enkleste former består af et rør med spejl sat parallelt til hinanden og i 45° på linjen mellem dem. Denne type periskop blev brugt til at observere fra skyttegravene under 1. verdenskrig. Mere avancerede periskoper med prismer i stedet for spejl bruges på ubåde. Periskoper bruges også til al observation af omverdenen når en kampvogn kører med lukkede luger.